# Damianópolis
Damianópolis este un oraș în Goiás (GO), Brazilia.